# Luvua
Luvua eller Luvuafloden är en flod i Kongo-Kinshasa. Floden rinner från Mwerusjön vid Pweto i provinsen Haut-Katanga till Lualaba, som är en biflod till Kongofloden, vid Ankoro i provinsen Tanganyika.